# Герб Оленёкского района
Герб муниципального образования «Оленёкский эвенкийский национальный район» Республики Саха (Якутия) Российской Федерации.
Герб утверждён решением Улусного (районного) Собрания (Сугулаан) муниципального образования «Оленёкский эвенкийский национальный муниципальный район» № XVII-2 от 26 мая 2005 года.
Герб внесён в Государственный геральдический регистр Российской Федерации под регистрационным номером № 2014.

## Описание герба
«В лазоревом поле три серебряных горы, средняя из которых выше, имеет более крутые склоны и обременена вписанным треугольником в цвет поля, обременённым серебряным бегущим северным оленем с черными копытами, несущим на рогах серебряный драгоценный камень (алмаз). Во главе семь серебряных дугообразно расположенных якутских алмазов (фигуры в виде поставленных на угол квадратов, каждый из которых расторгнут на шесть частей: накрест и наподобие двух сходящихся по сторонам стропил)».

## Описание символики герба
Герб Оленёкского эвенкийского национального муниципального района представляет собой круг, в центре которого находятся изображения белого оленя — символ надежды эвенкийского народа, традиционного жилища эвенков ураса — символа продолжения рода, алмаза — символа будущего развития улуса.
Внутренний фон разделён на две части: верхнюю — синего цвета и нижнюю — белого цвета с изображением скал.
Алмазы в особой стилизации, аналогичной их стилизации в Государственном гербе Республики Саха (Якутия), обозначают административно-территориальную принадлежность муниципального образования к Республике Саха (Якутия).
Авторы герба: Александрова Лена Николаевна (с. Оленёк), компьютерный дизайн и доработка: Матвеев Артур Матвеевич (г. Якутск)".